# Semiothisa combusta
Semiothisa combusta är en fjärilsart som beskrevs av W. Warren 1900. Semiothisa combusta ingår i släktet Semiothisa och familjen mätare. Inga underarter finns listade i Catalogue of Life.